# Wendloher Graben
Der Wendloher Graben (auch Wendlohgraben) ist ein ca. 1,2 Kilometer langer Graben in Hamburg-Schnelsen und Bönningstedt. Er ist ein Nebenfluss der Rugenwedelsau.

## Verlauf
Er entspringt in Hamburg-Schnelsen an einem Weg nördlich der Oldesloer Straße, verläuft über die Landesgrenze nach Bönningstedt Richtung Nordwesten, unterquert die A7 und den Bönningstedter Weg und mündet am Schnelsener Weg in die Rugenwedelsau.